# Беффре, Лионель
Лионе́ль Беффре́ (фр. Lionel Beffre, род. 20 января 1964, Деказвиль, Аверон, Франция) — французский политический и государственный деятель, верховный комиссар Республики во Французской Полинезии с 21 августа 2013 года.

## Биография
Фамилия Беффре родом из графства Руэрг и известна в департаменте Аверон с XVII века, иногда употребляется как Бефре. Этимология фамилии имеет окситанские корни и, вероятно, происходит от слова «befre» (букв. с окситан. «губастый»), означающее человека с оттопыренной нижней губой. Лионель Беффре родился 20 января 1964 в небольшой шахтерской коммуне Деказвиль (фр. Decazeville) с населением в 6107 чел. на юго-западе Франции, департамент Аверон. Его отец, учитель математики в отставке, Пьер Беффре (фр. Pierre Beffre, род. 12 декабря 1936 года), неоднократно занимал должности в кантональном управлении, с 2008 года генеральный советник департамента от кантона Обен, мать Югетт Беффре (фр. Huguette Beffre), до выхода на пенсию работала учителем английского языка. После окончания школы, в 1981 году отправился в Париж, где поступает в Парижский университет, который окончил лицензиатом в области права в Пантеоне Сорбонна и дипломантом передовых исследований государственных финансов и налогообложения в Пантеоне Ассас. После годичной службы в армии в 1987 году, обучался в 1988—1990 годах в Национальной школе администрации при премьер-министре Франции (выпуск имени Жана Монне), избрав карьеру государственного чиновника. В феврале 1990 года получил должность гражданского администратора 2-го класса в Министерстве внутренних дел, с апреля 1990 года — субпрефект (заместитель префекта) 2-го класса, директор кабинета (аналог должности в России — управляющий делами или руководитель канцелярии) префекта региона Лангедок-Руссильон, затем префект департамента Эро. С сентября 1992 года исполнял обязанности генерального секретаря префектуры Альпы Верхнего Прованса. В 1994 году возвращается в столицу, перейдя на службу в Министерство финансов Франции. С сентября 1994 года временно исполняющий обязанности генерального инспектора по финансам. В 1995 году Беффре получает чин гражданского администратора 1-го класса. В 1996 — 2000 годах директор кабинета Филиппа Массони, префекта полиции Парижа. С 2000 года заместитель директора по финансовым вопросам в Управлении планирования, недвижимости и финансовых дел Министерства внутренних дел республики, с марта 2004 года по июль 2005 года — советник по финансовым вопросам министра внутренних дел, внутренней безопасности и местных свобод (при министре Д. де Вильпене). С 2005 года по 2006 год директор администрации префектуры Парижа. В апреле 2006 года Доминик де Вильпен, ставший премьер-министром, приглашает Беффре возглавить его администрацию, заняв пост управляющего делами кабинета премьер-министра Франции. Отставка кабинета де Вильпена в мае 2007 года, а также непопулярные законы, проведенные этим кабинетом, в особенности «контракт первого найма», закрывший де Вильпену путь к президентскому креслу, заставили Беффре вернуться в провинцию, прекратив стремительный рост его карьеры. В 2007-2010 годах он возглавляет администрацию департамента Ло, в должности префекта, в 2010 — 2012 годах администрацию департамента Эр и Луар, в 2012-2013 годах — префект департамента Атлантические Пиренеи. 21 августа 2013 года назначен на должность Верховного комиссара Республики во Французской Полинезии, прибыл в Папеэте 13 сентября 2013 года.

## Награды
- Кавалер ордена Почётного легиона
- Кавалер Национального ордена Заслуг
- Кавалер ордена Академических пальм
- Кавалер ордена Сельскохозяйственных заслуг